# Craton de Rio de la Plata

Emplacement des Cratons peu après la superpangée.

Le craton de Rio de la Plata est un craton, situé en Amérique du Sud, à cheval sur l'Uruguay, l'Argentine et le Brésil. Il porte le nom de l'estuaire du Rio de la Plata, séparant l'Argentine de l'Uruguay.
On sait que ce craton faisait partie du supercontinent Rodinia, puis qu'il a fait partie de Gondwana.